# Železniční trať Davos Platz – Filisur
Železniční trať Davos Platz – Filisur  je železniční trať v kantonu Graubünden ve východní části Švýcarska. Trať měří 19 kilometrů a spojuje horské středisko Davos se stanicí Filisur na trati Albula. Jde o přirozené pokračování nejstarší tratě Rhétské dráhy (RhB) z Landquartu do Davosu. Stejně, jako ostatní tratě RhB, je trať postavena na rozchodu 1 000 mm a elektrifikována střídavou soustavou 11 kV 16,7 Hz. V celostátním jízdním řádu trati náleží číslo 915.

## Historie

Historický záběr na stanici Davos Frauenkirch (1945)

V roce 1890 byla dostavěna a zprovozněna první trať Rhétské dráhy, spojující Landquart s Davosem. V následujících letech se síť RhB dále rozvíjela, včetně stavby Albulské dráhy, která od roku 1904 propojila kantonální hlavní město Chur se Svatým Mořicem. Železniční spojení z Davosu směrem do Engadinu a Svatého Mořice však bylo díky tomu možné pouze značnou objížďkou přes Chur. Vznikl proto návrh na dostavbu spojovací trati mezi Davosem a Albulskou tratí, která by výrazně zkrátila cestu mezi těmito dvěma městy.
Plánování a stavba trati o délce necelých 20 kilometrů začala bezprostředně po dokončení albulské dráhy, v roce 1905, a slavnostní otevření se konalo 1. července 1909. Na trať Albula byla tato trať napojena ve stanici Filisur. Nejznámější stavbou trati se stal monumentální Wiesenerviadukt, nacházející se bezprostředně za stanicí Davos Wiesen a překlenující údolí řeky Landwasser. Viadukt měří na délku 204 metrů a výška kolejí nad dnem údolí dosahuje až 88,9 metru, což z něj činí nejvyšší viadukt na síti Rhétské dráhy a nejvyšší železniční viadukt ve Švýcarsku vůbec.
Již po několika letech byla v souvislosti s plošnou elektrifikací všech tratí Rhétské dráhy zahájena elektrifikace i této spojnice, která byla dokončena v prosinci 1919. V celé délce je trať jednokolejná.
Od roku 2017 je na trať postupně instalován nový zabezpečovač ZSI 127 výrobce Siemens, který stejně jako na ostatních tratích RhB výrazně zvýší bezpečnost provozu.

## Popis trati

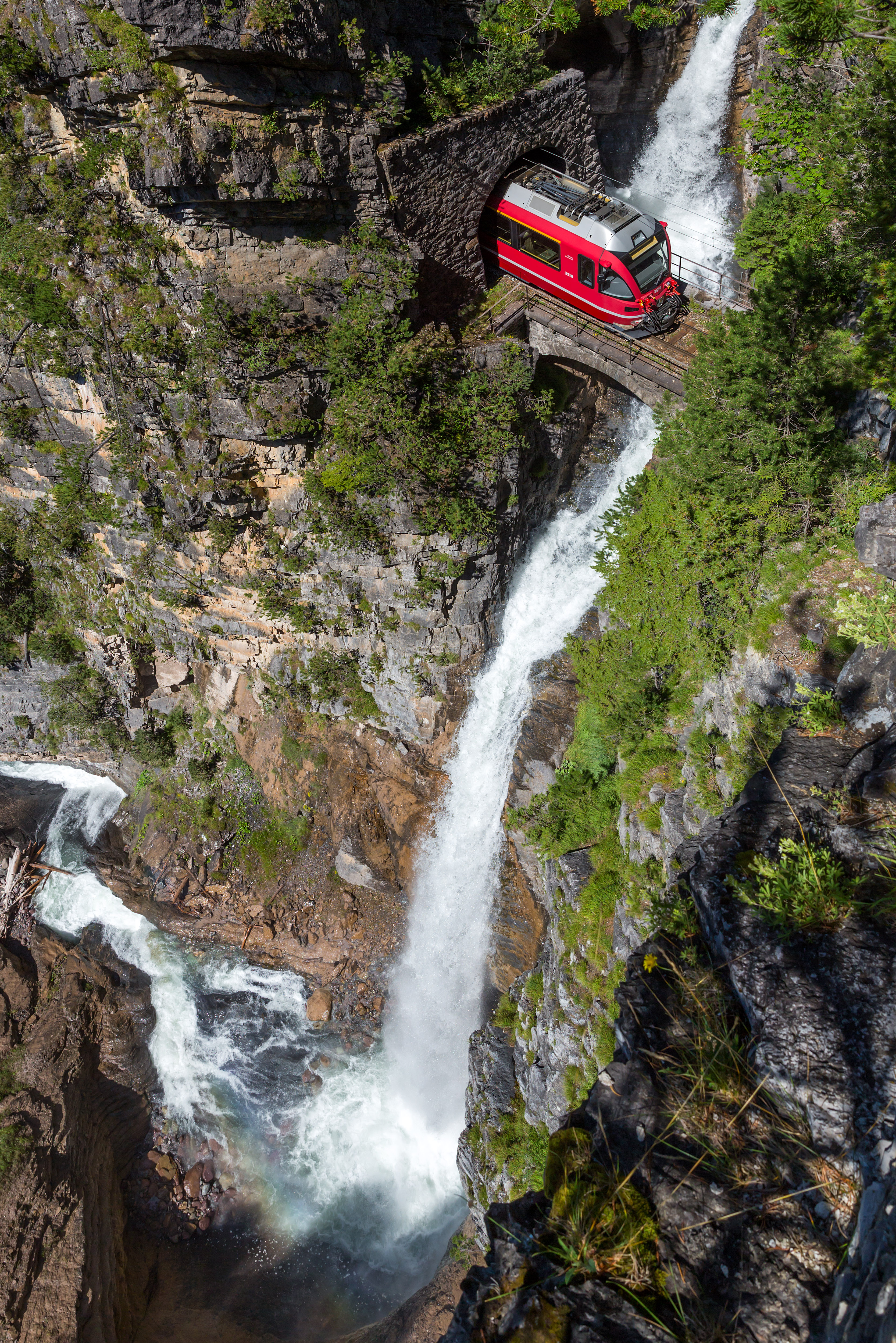
Vlak na krátkém viaduktu Bärentritt, vyjíždějící ze stejnojmenného tunelu

Trať začíná ve stanici Davos Platz v centru Davosu, původní konečné stanici trati z Landquartu, která je také nejvýše položenou stanicí na trati. Odtud trať postupně klesá přes mezilehlé stanice Davos Frauenkirch a Davos Glaris směrem k Wiesenu. Trať vede souběžně s řekou Landwasser, kterou několikrát přechází po kamenných mostech. Široké údolí v Davosu se postupně výrazně zužuje a od Monsteinu trať prochází působivým a úzkým kaňonem řeky, kterým se proplétá pomocí mnoha viaduktů a tunelů; těch je na trati celkem čtrnáct. Nejdelší z nich, Bärentritt, měří na délku 969 metrů a nachází se mezi stanicemi Monstein a Wiesen. Ihned za stanicí Wiesen trať vchází na známý Wiesenerviadukt, překonávající řeku Landwasser zahloubenou již hluboko v údolí. Pomocí několika dalších menších tunelů a viaduktů dráha dále klesá (rampami o sklonu až 35 ‰) k cílové stanici Filisur, do které je zaústěna ostrým levotočivým obloukem v těsném souběhu s tratí Albula. Na necelých 20 kilometrech délky trať překonává výškový rozdíl 460 metrů.

## Provoz na trati

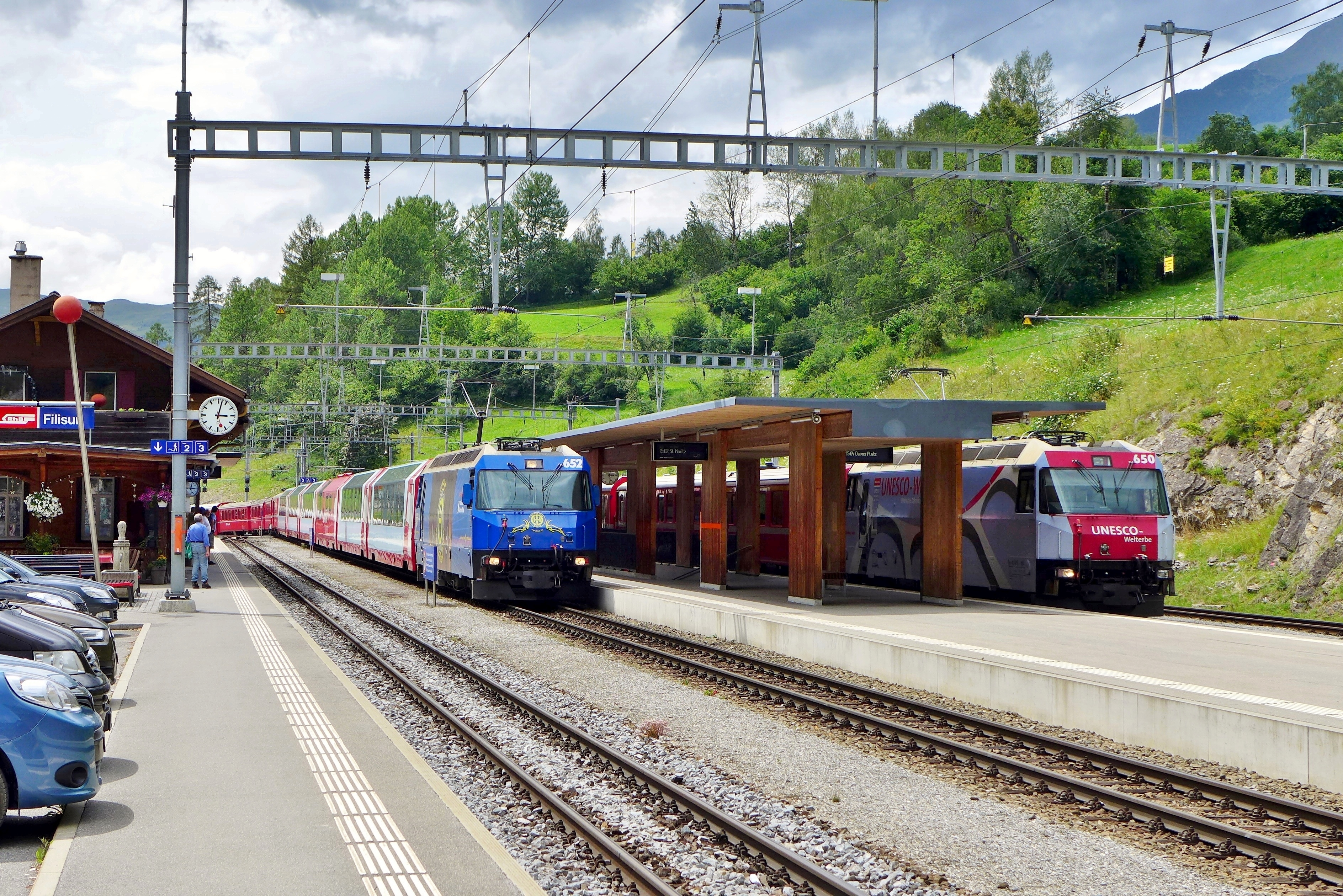
Setkání ve stanici Filisur – vlevo přijíždí spoj Chur – Svatý Mořic, ze kterého je možné přestoupit na vlak směr Davos (vpravo)

Od počátku provozu trať slouží primárně jako spojnice Davosu se sídly v Engadinu. Osobní vlaky jsou na trati provozovány v pravidelném 60minutovém intervalu tak, aby ve stanici Filisur navazovaly na vlaky jedoucí z Churu do Svatého Mořice po albulské trati. Vlaky směrem od Davosu přijíždí do stanice Filisur k zadnímu, druhému nástupišti, kde je zajištěn přestup do spojů v obou směrech. Tyto vlaky od roku 2019 zajišťují ponejvíce nové elektrické jednotky řady ABe 4/16, tzv. Capricorn (Kozoroh), a ABe 8/12 (Allegra), příležitostně doplněné staršími soupravami s lokomotivami řad Ge 4/4II a Ge 4/4III.
Až do roku 2013 po trati projížděl také světoznámý Glacier Express – vozy z Davosu byly ve stanici Filisur připojeny k hlavnímu vlaku, který přijel ze Svatého Mořice. Z důvodu nedostatečné poptávky byly však přímé vozy z Davosu do Zermattu zrušeny.
V menší míře je v provozu také nákladní doprava, fungující zejména na vlečkách v Davosu.